# Arrondissements de la Savoie

Les trois arrondissements de la Savoie en région Auvergne-Rhône-Alpes, en 2017.

Le département de la Savoie comprend trois arrondissements.

## Composition
| Nom                                       | Code Insee | Superficie (km2) | Population (dernière pop. légale) | Densité (hab./km2) | Modifier             |
| ----------------------------------------- | ---------- | ---------------- | --------------------------------- | ------------------ | -------------------- |
| Arrondissement d'Albertville              | 731        | 2 466,10         | 112 282 (2022)                    | 46                 | modifier les données |
| Arrondissement de Chambéry                | 732        | 1 586,10         | 290 377 (2022)                    | 183                | modifier les données |
| Arrondissement de Saint-Jean-de-Maurienne | 733        | 1 976,00         | 42 629 (2022)                     | 22                 | modifier les données |
| Savoie                                    | 73         | 6 028,00         | 445 288 (2022)                    | 74                 | modifier les données |

## Histoire
- 1792 : création du département du Mont-Blanc avec sept districts : Annecy, Carouge, Chambéry, Cluses, Moûtiers, Saint-Jean-de-Maurienne, Thonon
- 1798 : les districts de Carouge, Cluses et Thonon sont détachés pour former le département du Léman
- 1800 : création des arrondissements : Annecy, Chambéry, Moûtiers, Saint-Jean-de-Maurienne
- 1815 : disparition du département du Mont-Blanc, restauration du duché de Savoie au sein du royaume de Sardaigne
- 1860 : création du département de la Savoie avec quatre arrondissements : Albertville, Chambéry, Moûtiers, Saint-Jean-de-Maurienne
- 1926 : l'arrondissement de Moûtiers est supprimé par la loi du 10 septembre 1926 et intégré à celui d'Albertville.